# St.-Pauls-Kirche (Berlin)

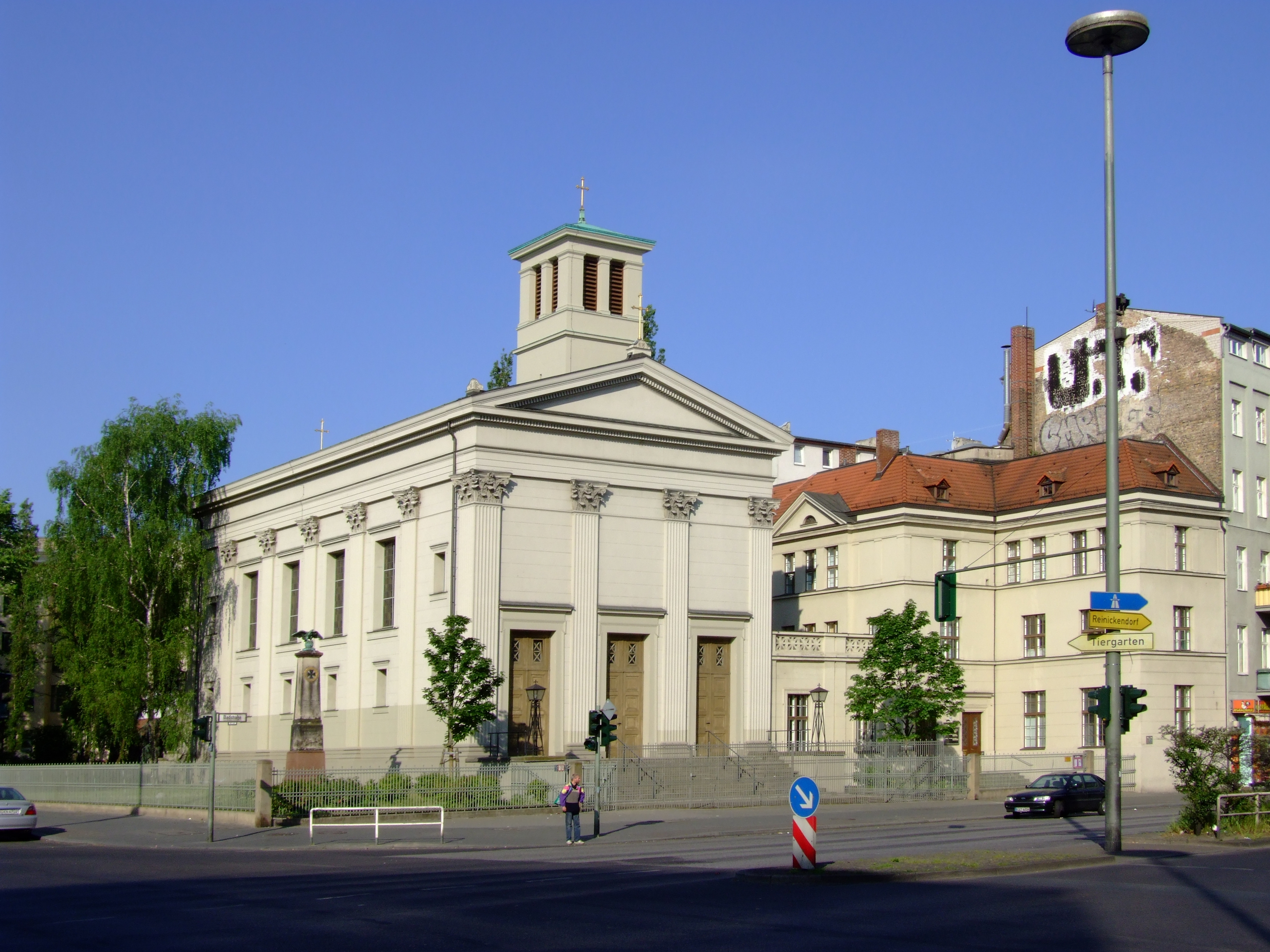
Kirchengebäude in Berlin-Gesundbrunnen

Die St.-Pauls-Kirche (mit der Kirchengemeinde an der Panke) ist ein evangelisches Kirchengebäude im Berliner Ortsteil Gesundbrunnen des Bezirks Mitte. Sie gehört zu den vier Schinkelschen Vorstadtkirchen, die alle einen ähnlichen Bauplan haben, und trägt ihren Namen nach dem Apostel Paulus.

## Lage
Die Kirche steht in der Badstraße 50/51 an der belebten Kreuzung mit der Pankstraße am gleichnamigen U-Bahnhof und in unmittelbarer Nähe des einstigen Luisenbades, nach dem der Ortsteil benannt ist.

## Geschichte
Um 1750 hatte sich nördlich des – im Bereich des heutigen Nettelbeckplatzes gelegenen – Vorwerks Wedding der Friedrichs-Gesundbrunnen in ländlicher Umgebung an der Panke entwickelt. Bereits vor 1800 entstanden die ersten geschlossenen Ansiedlungen vor den nördlichen Toren Berlins. Ab 1830 wuchsen diese zunächst dorfähnlichen Kolonien zu Vorstädten zusammen.
Von 1832 bis 1835 wurde die St. Pauls-Kirche als dritte der Schinkelschen Vorstadtkirchen errichtet. Ihre Einweihung erfolgte am 12. Mai 1835. Im selben Jahr trennte sich die St.-Pauls-Gemeinde von ihrer Muttergemeinde Sophien und erlangte somit gemeindliche Selbstständigkeit. Einer der Pastoren im 19. Jahrhundert war Philipp Buttmann.

Im 21. Jahrhundert gehört die Kirche zur Kirchengemeinde an der Panke im Kirchenkreis Berlin Nord-Ost.

## Baubeschreibung
Das Gotteshaus ist eine einschiffige – ehemals turmlose – Anlage mit Apsis und Emporen, deren Lage an den Längsfassaden erkennbar sind. Oberhalb der Emporen befinden sich vier große Fenster, darunter jeweils vier kleine. Anders als bei den backsteinsichtigen Varianten von St. Johannis und Nazareth wurde St. Paul als Putzbau ausgeführt. Die korinthischen Pilaster, die sich um das gesamte Gebäude ziehen, der breite Architrav unter dem weit auskragenden Traufgesims sowie der flache Giebel lassen die Kirche wie einen antiken, tempelartigen Bau wirken.
Der Kirchenraum wurde 1835 mit einer kleinen Orgel von Carl August Buchholz ausgestattet, die über zwei Manuale, Pedal und elf Register verfügte. 1906 setzte die Firma E. F. Walcker & Cie. ein neues, größeres Orgelwerk mit zwei Manualen und 21 Registern in das alte Gehäuse.
Die Kirche erhielt 1885 eine als Umgang angelegte Sakristei, die sich im Erdgeschoss um die hohe Apsis legt. Im Jahr 1889/1890 baute Max Spitta den freistehenden, wie einen Campanile wirkenden etwa 32 Meter hohen, Glockenturm hinzu. In dem Turm befanden sich in einer fast quadratischen Glockenstube (Seitenlängen rund 4 m) drei Gussstahl-Glocken, die im Bochumer Verein gegossen worden waren. In einer Inventarliste der Gießerei sind folgende Angaben zu finden: das dreistimmige Geläut samt Klöppel, Lager, Achsen und Läutehebel kostete in der Herstellung 2971 Mark.
| Größe           | Schlagton | Gewicht | unterer Durchmesser | Höhe    |
| --------------- | --------- | ------- | ------------------- | ------- |
| Große Glocke    | e         | 980 kg  | 1335 mm             | 1185 mm |
| Mittlere Glocke | g         | 570 kg  | 1125 mm             | 1005 mm |
| Kleine Glocke   | b         | 410 kg  | 1335 mm             | 0890 mm |

Anlässlich des 75-jährigen Bestehens wurden 1910 das Gemeindehaus an der Badstraße und die zwischen diesem und der Kirche befindliche Brauthalle angefügt. Alle Anbauten nehmen stilistisch respektvoll auf den Schinkelbau Rücksicht.
Im Jahr 1943 wurde die Kirche im Zweiten Weltkrieg stark beschädigt und brannte während der Straßenkämpfe um Berlin 1945 völlig aus. Die Entscheidung für einen Wiederaufbau traf der West-Berliner Senat zusammen mit dem Gemeindekirchenrat 1952. Dabei ist es dem damaligen Landeskonservator Hinnerk Scheper und dem durch ihn beauftragten Architekten Hans Wolff-Grohmann zu verdanken, dass der Außenbau bis zum Jahr 1957 originalgetreu – abgesehen von der durch Karl Friedrich Schinkel verwendeten grünlichen Anstrichfarbe – wiederhergestellt wurde.

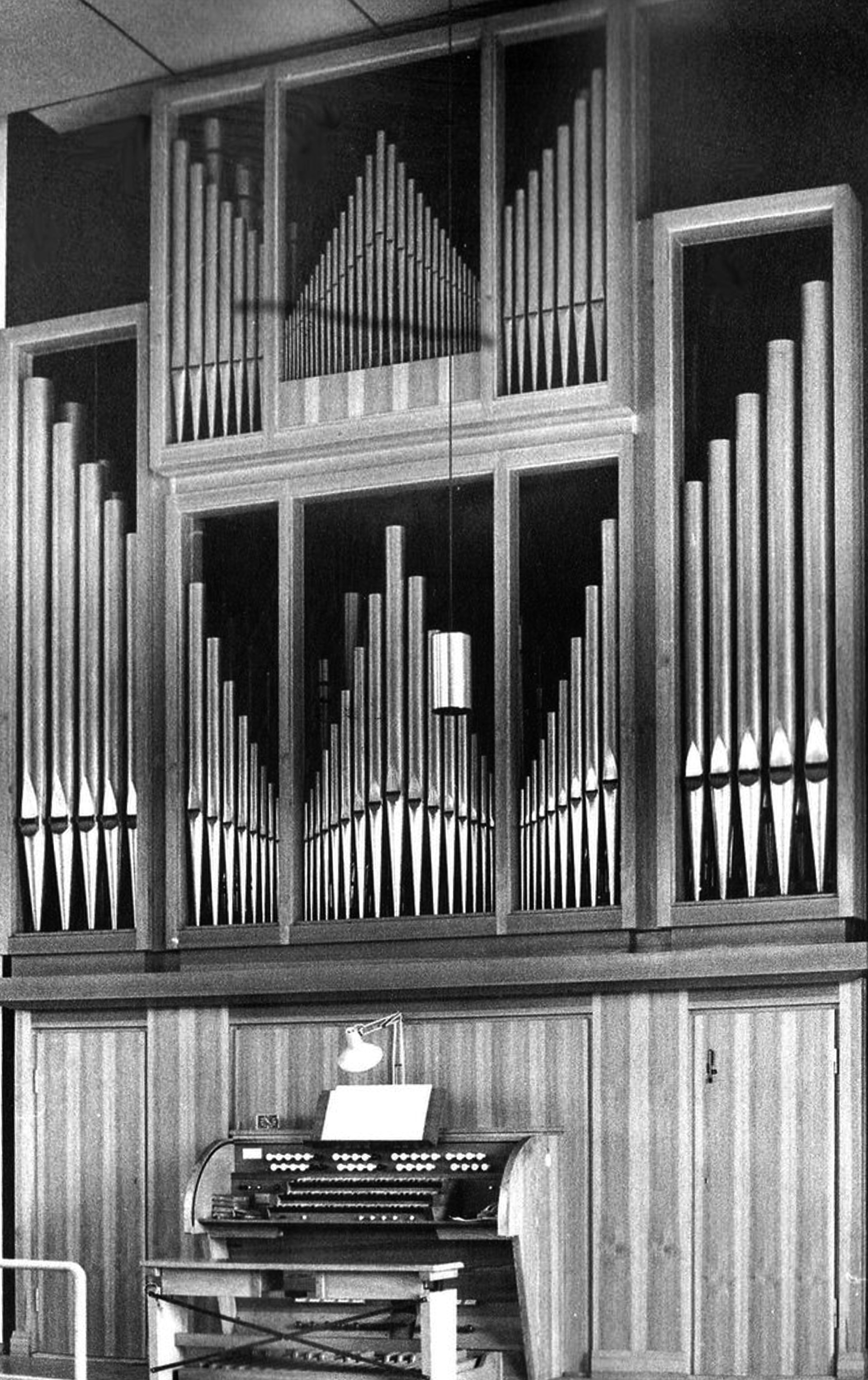
Die Orgel

Das Innere wurde dagegen modern gestaltet. Anstelle des ehemaligen hölzernen Altars befindet sich ein neuer aus gelbem Kunstmarmor. Die neue Kanzel ist mit getriebenen Kupferplatten verkleidet, die Ludwig Gabriel Schrieber schuf. 
Die heutige Orgel mit 34 Registern und 2500 Pfeifen stammt aus dem Jahr 1965 und wurde von der Orgelwerkstatt Beckerath aus Hamburg geschaffen. Nähere Informationen zur Orgel können hier eingesehen werden.